# 맷 데이먼
매슈 페이지 데이먼(영어: Matthew Paige Damon, 1970년 10월 8일~)은 맷 데이먼(영어: Matt Damon)으로도 불리는 미국의 배우, 성우, 각본가, 프로듀서, 자선가이다. 벤 애플렉과 함께 각본을 집필한 《굿 윌 헌팅》(1997)은 아카데미 각본상, 골든 글로브 각본상을 포함한 많은 상을 수상하였다. 또한, 데이먼은 아카데미 남우주연상, 골든 글로브 남우주연상, 미국 배우 조합 남우주연상 부문, 새틀라이트 남우주연상 등 많은 상에서 후보로 지명된 배우이다. 2007년 〈피플〉의 "가장 섹시한 남자"에 선정되었으며, 할리우드 명예의 거리에 입성하였다.
이후 데이먼은 영화 《라이언 일병 구하기》(1998), 《리플리》(1999), 《도그마》(1999)에 출연하여 지명도를 올렸다. 또한, 《오션스 시리즈》, 《본 시리즈》에서 출연하여 상업적으로도 크게 성공하였다. 또, 《시리아나》(2005), 《굿 셰퍼드》(2006), 《디파티드》(2006) 등에 출연하여 연기력에 대해 호평을 받는 동시에 높은 흥행 수입을 올리는 배우로 성장하였다. 이후로도 《우리가 꿈꾸는 기적: 인빅터스》(2009), 《인포먼트》(2009), 《더 브레이브》(2010), 《컨테이젼》(2011), 《컨트롤러》(2011), 《우리는 동물원을 샀다》(2011), 《엘리시움》(2013) , 《마션》(2015) 등의 영화에 출연하였다.

## 성장 과정
데이먼은 매사추세츠주 케임브리지에서 증권중개인 아버지 켄트 텔퍼 데이먼(1942년생)과 레슬리 대학교 유아교육학 교수였던 어머니 낸시 칼슨페이지(1944년생) 사이에서 태어났다. 아버지는 스코틀랜드와 잉글랜드계이며, 어머니는 핀란드와 스웨덴계 혈통이다. 형 카일은 조각가이자 예술가이다. 데이먼이 어린 시절, 가족은 뉴턴으로 이주해 2년 동안 살았으나, 데이먼이 3살 때 부모님이 이혼하여 데이먼과 형은 다시 고향인 케임브리지로 어머니와 함께 이사를 갔다.
데이먼은 케임브리지 대안 학교 (현 그레이엄 & 파크스)와 케임브리지 린지 앤드 라틴 학교에 다녔다. 데이먼은 여러 고등학교의 극단에서 배우로 활동했다. 연기 교사 게리 스페카로부터 예술적 영향을 받았으며, 두 블럭 떨어져 살던 동문 벤 애플렉과는 친한 친구로 발전하였다. 또한 두 사람은 10촌쯤 되는 먼 친척정도이며, 같은 뉴잉글랜드계로 알려져 있다.
1988년 하버드 대학교에 입학해 영문학을 공부하였지만, 영화 《스쿨 타이》 작업을 위해 졸업을 하지 못하고 중퇴하였다. 하버드 재학 당시 기숙사 로웰 하우스에서 생활하기도 했다. 하버드에서 창작문학 수업의 일환으로 《굿 윌 헌팅》의 초기 각본을 작성하였다. 또한, 하버드의 델픽 클럽의 회원이기도 했다. 2013년 데이먼은 하버드 아츠 메달을 수여받았다.

## 연기 경력

### 초기 경력: 1988년~1996년
1988년 데이먼은 하버드 대학교에 입학하였고, 거기서 《번 디스》, 《A... 내 이름은 앨리스》와 같은 여러 연극을 했다. 1988년 로맨틱 코미디 영화 《미스틱 피자》에서 단역으로 데뷔하였다. 이 때 당시 나이는 18세였다. 하버드에 재학하면서 TNT에서 방영된 텔레비전 영화 《라이징 선》(1990)과 《스쿨 타이》(1992)에 출연하였다. 1992년 대학교를 중퇴하고 1993년 영화 《제로니모》에 브리튼 데이비스 역으로 출연했다. 1996년에는 《커리지 언더 파이어》에 아편 중독 군인 일라리오 역으로 출연했다. 이 영화에 출연하기 위해 데이먼은 운동과 식이요법을 통해 100일간 18kg을 감량하였다. 〈워싱턴 포스트〉에서는 《커리지 언더 파이어》에서 연기한 데이먼을 "인상적"이라고 평했다.

### 주목 받게 된 역할들: 1997년~2000년

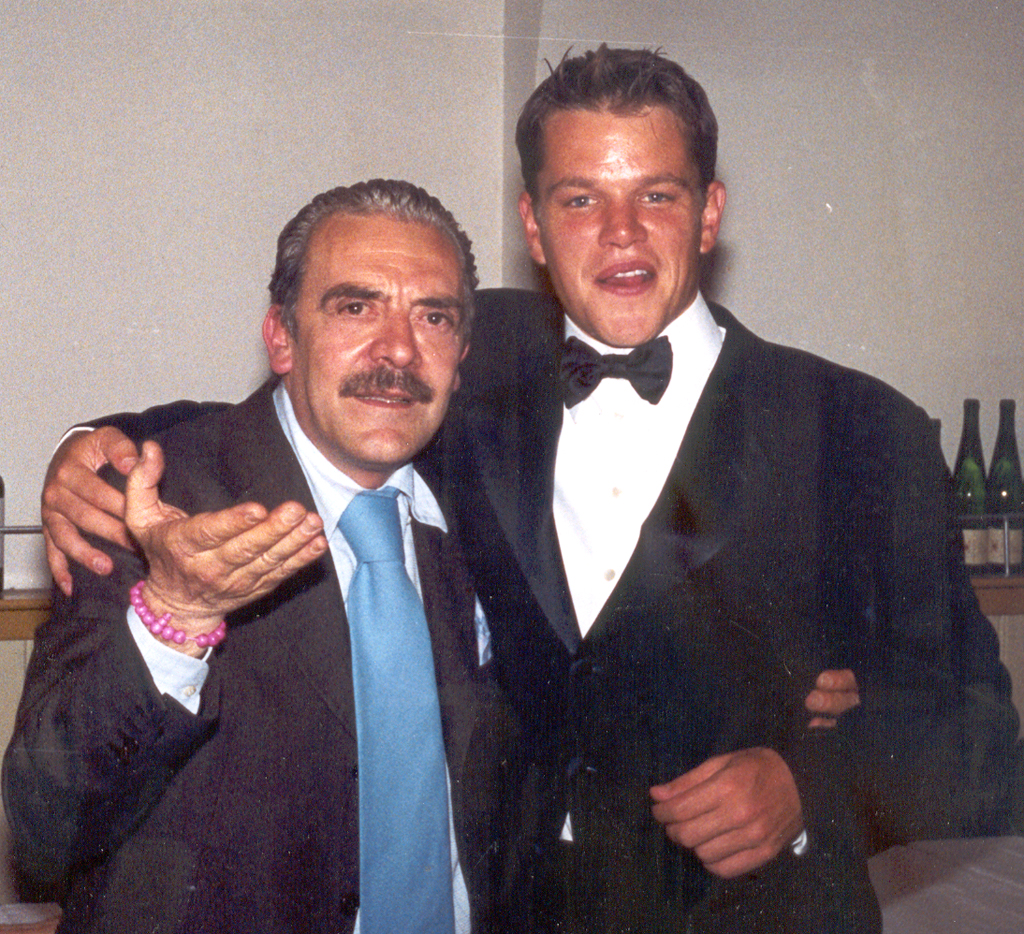
1999년 로마에서 파파라치 리노 바릴라리와 데이먼

1990년대 초반 데이먼과 애플렉은 《굿 윌 헌팅》의 각본을 완성하였다. 수학 천재에 관한 내용의 이 각본은 하버드 재학 당시 쓴 각본에 덧붙여 쓴 것으로, 영화 감독 롭 라이너, 각본가 윌리엄 골드먼, 작가이자 감독 케빈 스미스의 조언을 받았다. 《굿 윌 헌팅》은 1997년에 공개되어 아카데미상에서 9개 부문에 후보로 올랐으며, 그 중 데이먼과 애플렉은 각본상을 수상하였다. 골든 글로브 각본상 또한 수상하였다. 애플렉과 데이먼은 영화에도 출연하였고, 데이먼은 윌 헌팅 역으로 출연하여 아카데미 남우조연상 후보에 올랐다. 영화는 전 세계에서 2억 2천 5백만 달러 이상의 수입을 올린 반면 데이먼과 애플렉은 각각 60만 달러만을 지급받았다. 두 사람은 나중에 2001년 케빈 스미스의 영화 《제이 앤 사일런트 밥》에서 자신의 역할을 패러디하였다. 같은 해, 데이먼은 드라마 영화 《레인메이커》에서 루디 베일러 역으로 출연했다. 영화는 호평을 받았으며, 〈로스앤젤레스 타임스〉는 "재능 있는 젊은 배우가 스타덤에 오르기 직전"이라고 하였다. 이 후, 데이먼은 《굿 윌 헌팅》의 촬영장에서 만난 스티븐 스필버그와 만나 2차 세계 대전 영화 《라이언 일병 구하기》에 캐스팅되었다. 《라이언 일병 구하기》에서 데이먼은 최전선에 홀로 생존한 제임스 라이언을 연기했다.
1998년, 데이먼은 《라운더스》에서 포커 선수 마이클 맥더멋을 연기했다. 1999년에는 영화 《리플리》에서 작가 퍼트리샤 하이스미스가 창작한 캐릭터 톰 리플리를 연기했다. 〈버라이어티〉는 이에 대해 "데이먼은 냉정한 계산 속에서 순수한 열정으로 뛰어나게 캐릭터의 면을 전달했다."고 하였다. 또한 같은 해, 애플렉과 같이 《도그마》에 출연하여 타락천사 로키를 연기했다.

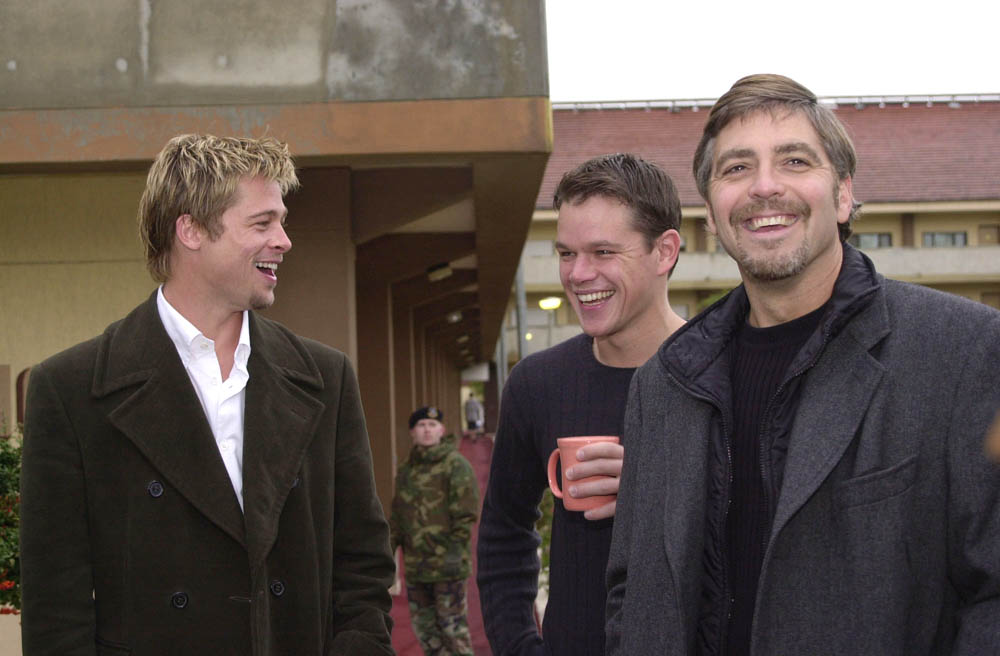
2001년 12월 인시를릭 공군 기지에서 브래드 피트, 맷 데이먼, 조지 클루니

2000년 데이먼은 《올 더 프리티 호시즈》과 《베가 번스의 전설》에 출연했으나 상업적으로도 실패하였으며, 비평에서도 혹평을 받았다. 〈버라이어티〉는 《올 더 프리티 호시즈》에 출연한 데이먼에 대해 "(데이먼은) 텍사스 소 목장의 똥과 먼지 가운데서 삶을 보낸 젊은 남자처럼 보이지 않는다. 또, 페넬로페 크루스와 어울리지도 않는다."고 평했다. 또한 《베가 번스의 전설》에서 주연을 맡은 것에 대해 잡지 〈뉴욕〉은 "(데이먼이) 중심인 것이 불편해 보인다."고 평했다. 같은 해 데이먼은 《타이탄 A.E.》에서 주인공 케일 터커의 목소리를 연기하였다.

### 헐리우드에서의 성공: 2001년~2007년
2001년부터 2007년까지 데이먼은 2개의 영화 시리즈에 출연하여 국제적으로 인지도를 크게 올렸다. 2011년 스티븐 소더버그가 감독한 범죄 코미디 영화 《오션스 일레븐》에서 도둑 라이너스 콜드웰을 연기했다. 이 영화는 1960년 랫 팩의 동명 영화를 리메이크한 것이다. 상업적으로도 흥행하였으며, 평가면에서도 호평을 받았다. 속편 《오션스 트웰브》와 《오션스 13》은 2004년과 2007년에 각각 공개되었다. 2004년 《오션스 트웰브》에 관한 〈씨네21〉과의 인터뷰에서 캐릭터를 어떻게 연구했냐는 질문에 다음과 같이 답했다:
| “ | 사실 난 스크립 안 읽었다. 이런 방식으로 작업하면 캐릭터를 ‘발견하는’ 장점이 있다. | ” |

데이먼은 또한 기억 상실에 걸린 암살자 제이슨 본 역으로 《본 아이덴티티》(2002), 《본 슈프리머시》(2004), 《본 얼티메이텀》(2007)에 출연하였다. 《본 시리즈》는 상업적으로도 흥행했으며, 비평가로도 호평을 받았다. 2004년 《본 슈프리머시》에 관한 UIP 코리아가 공개한 인터뷰에서 새로운 액션 배우로 떠오른다는 말에 이렇게 말했다:
| “ | 새로운 스타일의 액션 영웅이라! 듣기 좋은 말이지만, 한편으로는 이 두 작품으로 액션만 하는 배우로 인정되어 버릴까 봐 걱정이 되기도 한다. 그래서 《붙어야 산다》와 같은 코미디에도 출연하고, 《오션스 일레븐》 같은 작품에도 출연하며, 가능한 다양한 장르의 영화에 출연하면서 연기의 다양성을 유지하려고 노력하고 있다. | ” |

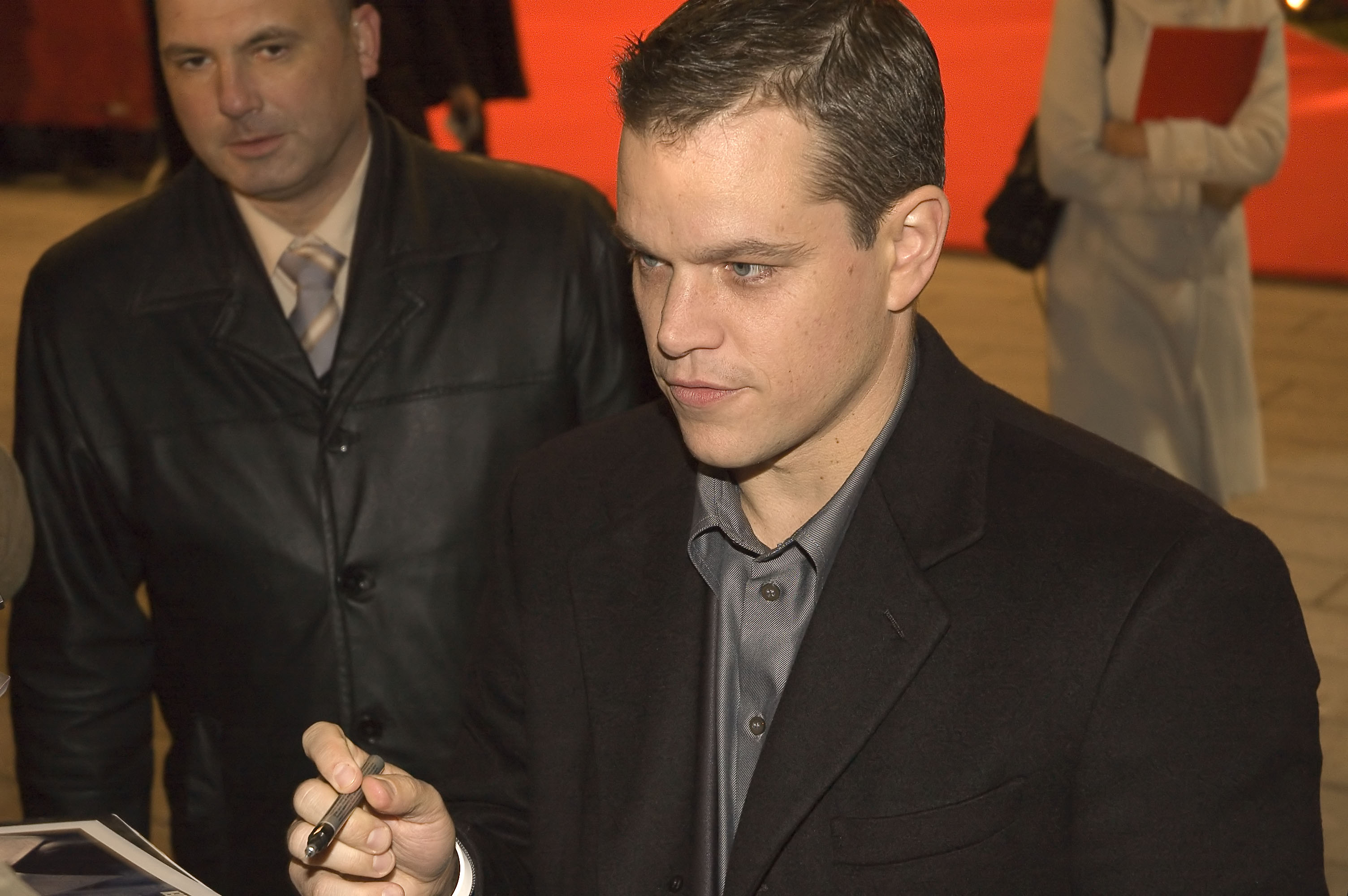
2007년 베를린 국제 영화제에서 데이먼

2002년에는 애니메이션 영화 《스피릿》에서 목소리 연기하였다. 2003년 《붙어야 산다》에서 그레그 키니어와 같이 결합 쌍둥이를 연기하였다. 비평가로부터는 평이 갈렸다. 2005년에는 테리 길리엄 감독 판타지 모험 영화 《그림 형제: 마르바덴 숲의 전설》에서 빌헬름 그림을 연기하였다. 상업적으로 실패하였으며, 비평가로부터 혹평을 받았다. 같은 해, 《시리아나》에서 에너지 분석가 브라이언 우드먼을 연기했다. 2006년 홍콩 영화 《무간도》를 원작으로 한 《디파티드》에서 매사추세츠주 경찰 콜린 설리번을 연기했으며, 마틴 스코세이지 감독 영화 《굿 셰퍼드》에서 CIA 직원 에드워드 윌슨을 연기하여 로버트 드 니로와 호흡을 맞추었다. 《디파티드》는 매우 좋은 평을 받았다. 2007년 8월 〈포브스〉는 최근 출연한 세편의 영화에서 1달러를 받을 때마다 평균 29달러를 받는다고 하면서 데이먼을 가장 몸값 대비 수익성을 내는 배우로 선정하였다.

### 비평가에 찬사를 받은 역할들: 2009년~

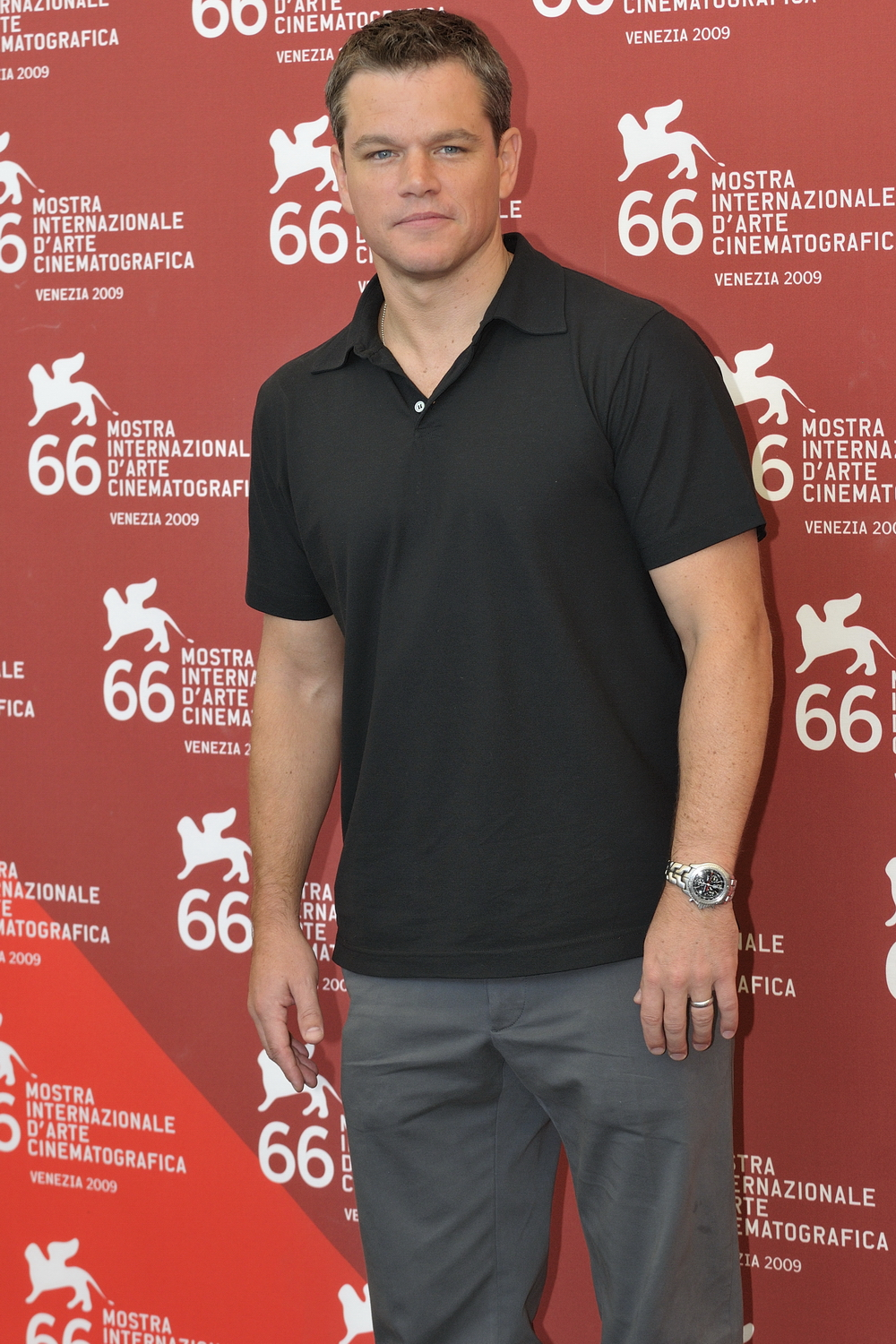
2009년 베네치아 국제 영화제에서 데이먼

2006년 드라마 《안투라지》 여섯번째 시즌의 한 에피소드에 본인 역으로 출연하여 에이드리언 그레니에이가 연기한 빈센트 체이스에게 실제로 데이먼이 활동하는 자선 단체 ONEXONE의 기부금을 뜯어내는 연기를 하였다. 2009년에는 스티븐 소더버그 감독의 다크 코미디 영화 《인포먼트》에 출연했다. 데이먼은 이 영화로 골든 글로브 남우주연상 후보에 올랐으며, 〈엔터테인먼트 위클리〉는 "차분하고 꾸준하게 자신의 캐릭터의 깊은 점을 드러내는 것에 민첩하게 제어하는 만능 배우가 되었다."라고 하였다. 같은 해, 데이먼은 클린트 이스트우드 감독 영화 《우리가 꿈꾸는 기적: 인빅터스》에서 남아프리카 공화국 럭비 유니언 국가대표팀 주장 프랑수아 피나르를 연기했다. 이 영화는 존 칼린의 동명의 책을 원작으로 한 것으로, 넬슨 만델라를 연기한 모건 프리먼과 같이 연기했다. 이 작품으로 데이먼은 아카데미 남우조연상 후보에 올랐으며, 〈뉴 리퍼블릭〉은 데이먼에 대해 "억제된 매력과 진실성이 어울린다."라고 하였다. 데이먼은 또한 미국에서 2009년 8월 공개된 일본의 애니메이션 영화 《벼랑 위의 포뇨》의 영어 더빙을 맡아 목소리 연기했다.
2010년 《본 슈프리머시》와 《본 얼티메이텀》을 감독한 폴 그린그래스의 영화 《그린 존》에 출연하였다. 하지만, 상업적으로도 실패했으며, 비평가로부터도 평이 갈렸다. 《30 ROCK》 시즌 5에서 리즈 레몬의 남자친구인 캐럴 버넷 역으로 4개 에피소드에 출연하였다. 2010년에는 클린트 이스트우드 감독 영화 《히어애프터》와 코언 형제 감독 영화 《더 브레이브》에 출연하였다. 같은 해, 2007년-2008년 세계 금융 위기에 대한 다큐멘터리 영화 《인사이드 잡》에서 내레이터를 맡았다.
2011년 데이먼은 《컨트롤러》에서 데이비드 노리스 역으로 출연하였다. 영화는 대체적으로 좋은 평을 받았다. 이어서 《컨테이젼》에도 출연하여 미치 엠호프 역을 연기했다. 영화는 좋은 평을 받았으며, 상업적으로도 적절한 성공을 거두었다. 《우리는 동물원을 샀다》도 2011년 공개되었는데, 데이먼은 벤저민 미를 연기했다. 영화는 약간의 좋은 평을 받았으며, 상업적으로도 흥행을 하였다. 데이먼은 또한 2011년 공개된 다큐멘터리 《아메리칸 티처》에서 내레이터를 맡았으며, 《해피 피트 2》에서 빌의 목소리를 연기하였다.

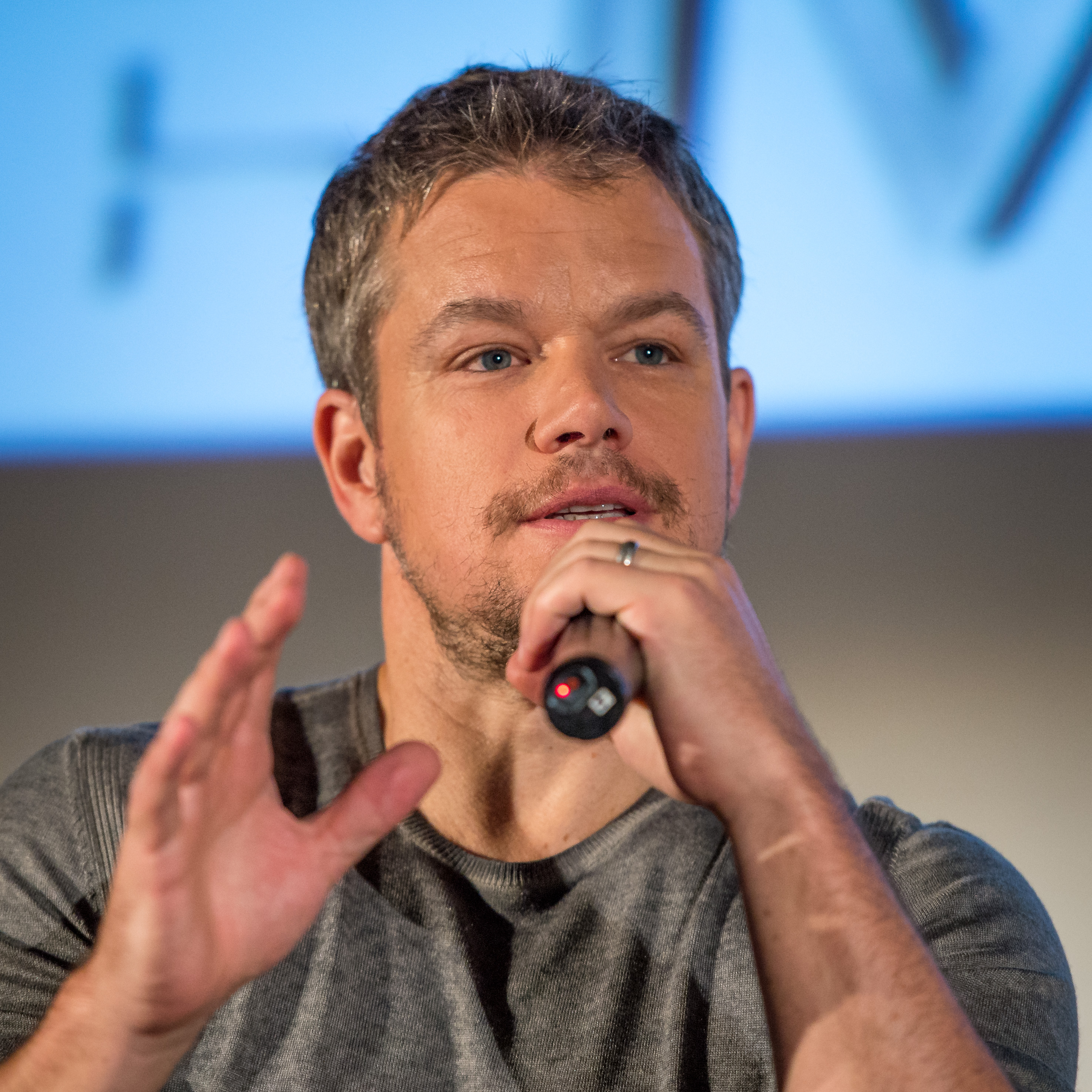
2015년 라카냐다플린트리지 유나이티드 아티스츠 극장에서 데이먼

2012년 1월, TD 애머리트레이드의 광고에서 음성으로 출연하는 것에 대해 다년 계약을 맺었다. 같은 해, 거스 밴 샌트가 감독한 영화 《프라미스드 랜드》에서 존 크래신스키와 같이 프로듀싱과 각본을 작성하였다. 또한, 스티브 버틀러 역으로 출연하였다.
자주 협력하는 스티븐 소더버그 감독 영화 《쇼를 사랑한 남자》에서 마이클 더글러스가 연기한 리버라치의 파트너 스콧 소슨을 연기하였으며, HBO에서 2013년 5월 26일 처음 공개되었다. 같은 해, SF 액션 영화 《엘리시움》에서 맥스 다코스타를 연기하였다. 영화는 어느 정도 좋은 평을 받았으나, 상업적으로는 크게 성공하지 못했다. 이어서 공개된 《제로법칙의 비밀》에서도 출연하였다. 또한 같은 해, 그랜트 헤슬로브가 감독한 네스프레소 광고에 조지 클루니와 같이 출연하여 3백만을 받았다. 또, 유나이티드 항공의 "플라이 더 프렌들리 스카이스" 캠페인에서 목소리로 출연하였다.
2014년, 조지 클루니와 함께 《모뉴먼츠 맨: 세기의 작전》에 출연하여 미술관 관장 제임스 그레인저를 연기했으며, 크리스토퍼 놀런 감독의 《인터스텔라》에서 만 박사를 연기했다. 같은 해, 다큐멘터리 텔레비전 프로그램 《이어스 오브 리빙 댄저러슬리》에서 특파원으로 출연했다.
2015년, 리들리 스콧 감독 영화 《마션》에서 마크 와트니 역을 연기했다. 이 영화는 앤디 위어의 동명 소설을 원작으로 한 것이다. 영화는 전체적으로 모든 면에서 긍정적인 평가를 받았으며, 특히, 데이먼의 연기에 대한 좋은 평이 많았다. 데이먼은 이 영화로 제88회 아카데미상에 남우주연상 후보로 올랐으나, 《레버넌트: 죽음에서 돌아온 자》의 레오나르도 디카프리오가 수상하였다.
2016년, 《본 시리즈》의 네번째 작품인 《제이슨 본》에서 제이슨 본 역을 연기했다. 이 영화는 제작비에 비해 상업적으로 성공하였으나, 평가에 대해서는 엇갈렸다.
2017년, 알렉산더 페인 감독의 《다운사이징》과 장이머우 감독의 《그레이트 월》에 출연했다.
2019년엔 《포드 V 페라리》에서 캐롤 셸비역을 맡았다.

## 프로듀싱 경력
2000년 데이먼은 애플렉, 크리스 무어, 숀 베일리와 함께 영화 제작사 라이브플래닛을 설립하여 《프로젝트 그린라이트》, 《푸시, 네바다》 등을 제작하였다. 특히 《프로젝트 그린라이트》는 여러번 에미상 리얼리티 부문에 노미네이트되었다. 2010년 3월, 데이먼과 애플렉은 워너브라더스 기반 제작사 펄 스트리트 필름스를 설립하였다.

## 기타 활동

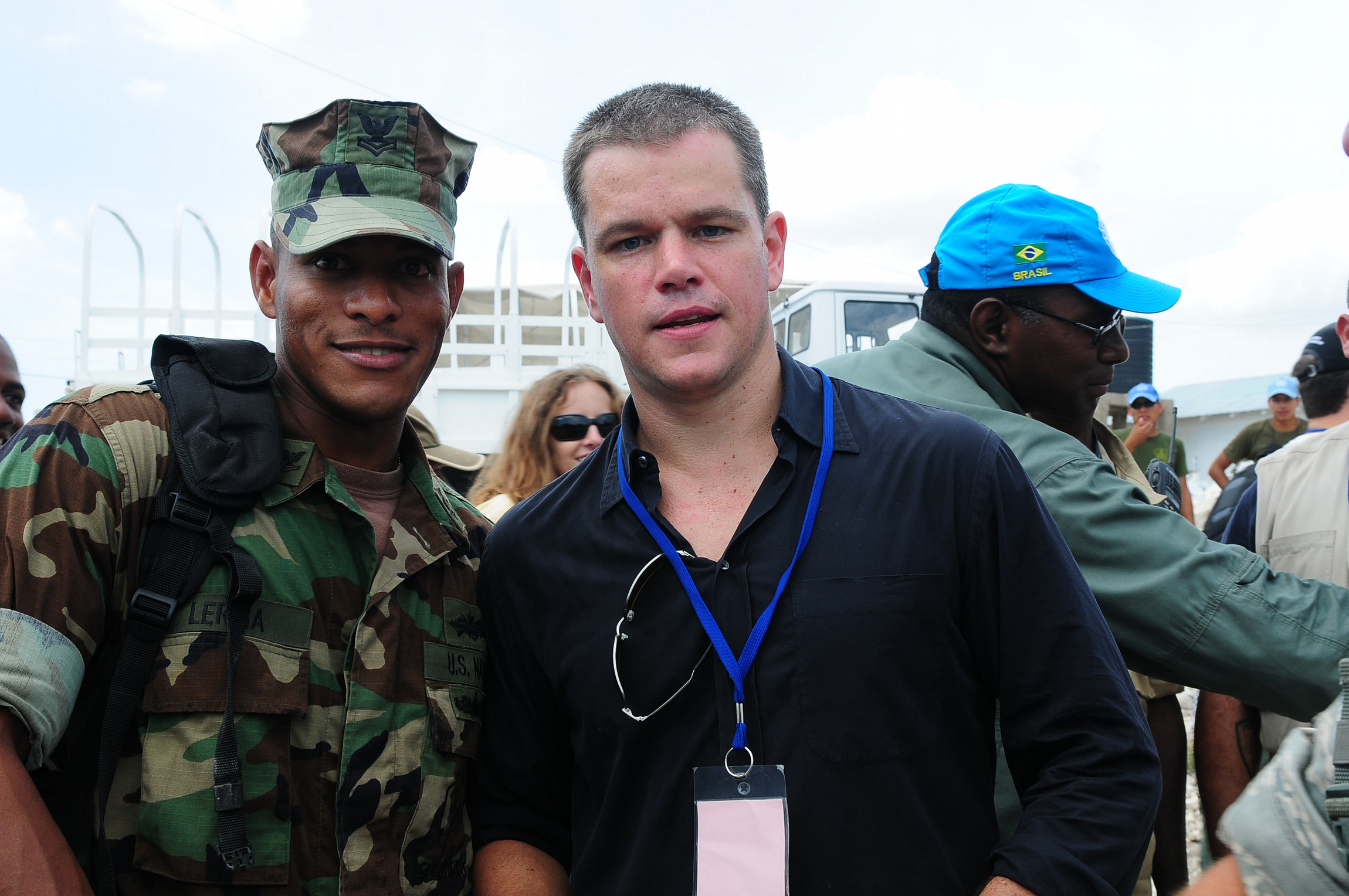
2009년 유엔 아이티 안정화 미션의 일환인 자원봉사를 하는 데이먼

### 자선 활동
데이먼은 《사하라 달리기》 탐험과 다큐멘터리 프로젝트의 일환으로 자선 단체 H2O 아프리카 재단을 설립하였다. 2009년 7월, H20 아프리카 재단은 워터파트너스와 같이 합병되어 Water.org로 설립되었다. 데이먼은 또한 조지 클루니, 브래드 피트, 돈 치들, 데이비드 프레스먼, 제리 와인트라우브와 함께 다르푸르 분쟁과 같은 비인권적인 문제를 알리기 위한 단체 낫 온 아워 와치 프로젝트를 설립하였다. 데이먼은 또한 개발 도상국 지역에서 에이즈, 빈곤 등을 구제하는 ONE 캠페인의 지원자이다.
데이먼은 어린이 지원 단체 ONEXONE의 홍보대사이기도 하다. 푸드뱅크 피딩 아메리카의 대변인으로도 활동하고 있으며, 애드 카운슬 공익 광고에 참여하는 엔터테인먼트 이사회의 회원이다. 또한, 매일 미국의 가정에 배달되는 광고 전단지를 막는 회사 토닉 메일스토퍼의 위원이다.
2014년 8월 데이먼은 아이스 버킷 챌린지에 변기물로 참여하여 영상을 공개하였다.

### 정치적 견해
2006년 12월 데이먼은 《하드볼 위드 크리스 매슈스》에 출연하여 이라크 전쟁에 관한 이야기를 나눴다. 데이먼은 미국이 하는 전쟁에서 싸우는 사람들과 관련하여 사회 경제적 계급에서 나타나는 불평등에 대한 우려를 표명했다. 또한, 데이먼은 민주당의 열렬한 지지자이다. 공화당 인물들을 비판하는 성명을 여러번 발표했으며, 민주당 출신 대통령 버락 오바마의 정책에 관해서도 비판한 바 있다. 2011년 3월 6일 〈인디펜던트〉와의 인터뷰에서 다음과 같이 말하며 오바마 정책에 대해 비판했다:
| “ | 여전히 은행들의 대마불사는 깨지지 않았고 이 은행들은 큰 이익을 보고 있다. 실업률이 10%? 정말 끔찍하다. | ” |

2013년 데이먼은 BBC 아랍의 텔레비전 프로그램 《얼터너티브 시네마》에서 “나는 그가 유출한 모든 것을 다 읽어보지는 않았지만 그는 굉장히 양심적인 사람인 것 같다. 그가 한 일은 정말 엄청난 일이다.”라며 에드워드 스노든을 지지하는 인터뷰를 하였다.

### 지미 키멀 라이브!
지미 키멀은 본인의 쇼 《지미 키멀 라이브!》가 끝날 때, 자주 “미안하지만 시간 관계상 맷 데이먼은 모시지 못하였다.”라는 말로 마무리를 하였다. 2006년 9월 12일 데이먼은 쇼에 출연하였으나, 나오자마자 키멀이 저 멘트를 하자 데이먼은 분노하며 욕설을 하고 쇼가 끝난다. 2007년 6월 5일 키멀이 《오션스 13》 프리미어 행사에서 쇼의 주차장 관리인 기예르모를 리포터로 파견하여 다른 배우들에게는 적극적으로 인터뷰를 진행하다가 맷 데이먼이 인터뷰를 응하려고 하자 시간이 없다며 인터뷰를 끝내버린다. 맷 데이먼은 기예르모가 키멀과 한 패라고 생각한다. 2008년 1월 31일 방송분에서 키멀의 여자친구 세라 실버먼은 데이먼과 같이 출연한 뮤직비디오 "I'm F**king Matt Damon"를 공개하였다. 2월 24일, 키멀은 반격하기 위해 뮤직비디오 "I'm F**king Ben Affleck"을 발표하였다. 2013년 1월 24일 쇼에서 키멀은 의자에 묶여 있는 장면이 나오고, 쇼의 이름을 《Jimmy Kimmel Sucks!》로 바꾸어서 데이먼이 진행하기 시작한다. 쇼의 마지막에서 오프라 윈프리, 키멀의 부모 등이 등장하여 데이먼을 축하해주는 장면이 나온다. "I'm F**king Matt Damon" 유튜브 영상은 2월 24일까지 8백만명 이상이 보았으며, 2015년 기준으로 현재 천만명 이상이 시청하였다.

## 사생활

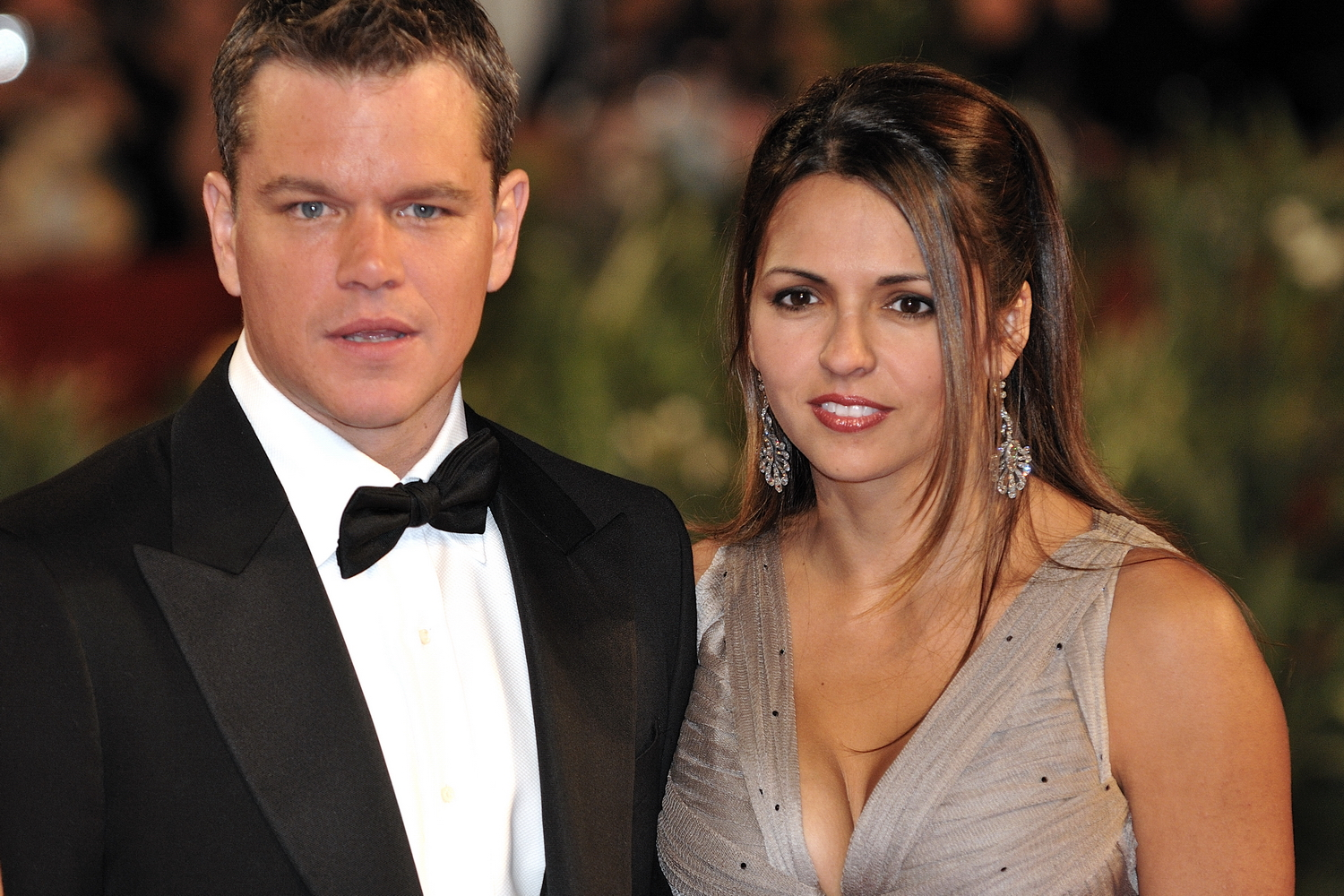
2009년 베네치아 국제 영화제에서 데이먼과 아내 루치아나 보산 바로소

1998년 데이먼은 미니 드라이버와 교제하였으며, 1998년부터 2000년까지 위노나 라이더와 교제하였다. 2001년부터 2003년까지는 빌리 밥 손턴과 벤 애플렉의 전 비서 오데사 휘트마이어와 교제하였다.
데이먼은 2003년 4월, 마이애미에서 《붙어야 산다》를 촬영하던 중 아르헨티나계 바텐더 루치아나 보산 바로소(Luciana Bozán Barroso, 1976년생)를 만나게 된다. 당시 루치아나는 그녀의 남편과 별거 중으로 이혼 절차를 받고 있었으며, 네 살 된 딸을 두고 있었다. 두 사람은 2005년 9월 약혼을 했고, 12월 9일 비밀리에 결혼식을 올렸다. 둘 사이에는 세 명의 딸이 있는데, 이저벨라(Isabella, 2006년 6월 11일, 뉴욕 출생), 지아 재벌라(Gia Zavala, 2008년 8월 20일, 마이애미 출생), 스텔라 재벌라(Stella Zavala, 2010년 10월 20일, 마이애미 출생)이다. 루치아나에게는 데이먼과 결혼하기 전 낳은 딸 알렉시아(Alexia, 1999년생)가 있었는데 데이먼은 그녀를 양녀로 입양했다. 2012년부터 데이먼 부부는 퍼시픽팰리세이즈에 거주하고 있으며, 이전에는 마이애미와 뉴욕에 거주했었다.
데이먼은 보스턴 레드삭스의 팬이다. 2007년 월드 시리즈에서 팀이 우승하고 나서, 데이먼은 행사의 기념 DVD에서 내레이션을 하였다.
데이먼은 포커를 즐겨하며, 2010년 월드 시리즈 오브 포커를 포함한 여러 월드 시리즈 오브 포커 (WSOP)의 행사나 대회에 참가하였다. 1998년 영화 《라운더스》에서 프로 포커 선수인 자신의 역할을 연구하기 위해 WSOP에서 2만 5천 달러를 잃었다. 영화가 끝난 후, 1998년 WSOP에서 프로 포커 선수 도일 브런슨에게 패했다.

## 수상 및 후보
데이먼은 여러 시상식에서 받은 상 외에도 다음과 같은 상을 받았다.
- 2007년 7월 25일, 데이먼은 2,343번째로 할리우드 명예의 거리에 입성하였다.[124] 데이먼은 거리에 입성하면서 “살면서 내가 감당하기에 벅찬 경험이 몇 차례 있었다. 오늘이 바로 그러한 날 중 하나인 것 같다.”라고 소감을 말했다.[125]
- 2007년 데이먼은 〈피플〉의 "가장 섹시한 남자"에 선정되었다.[126]

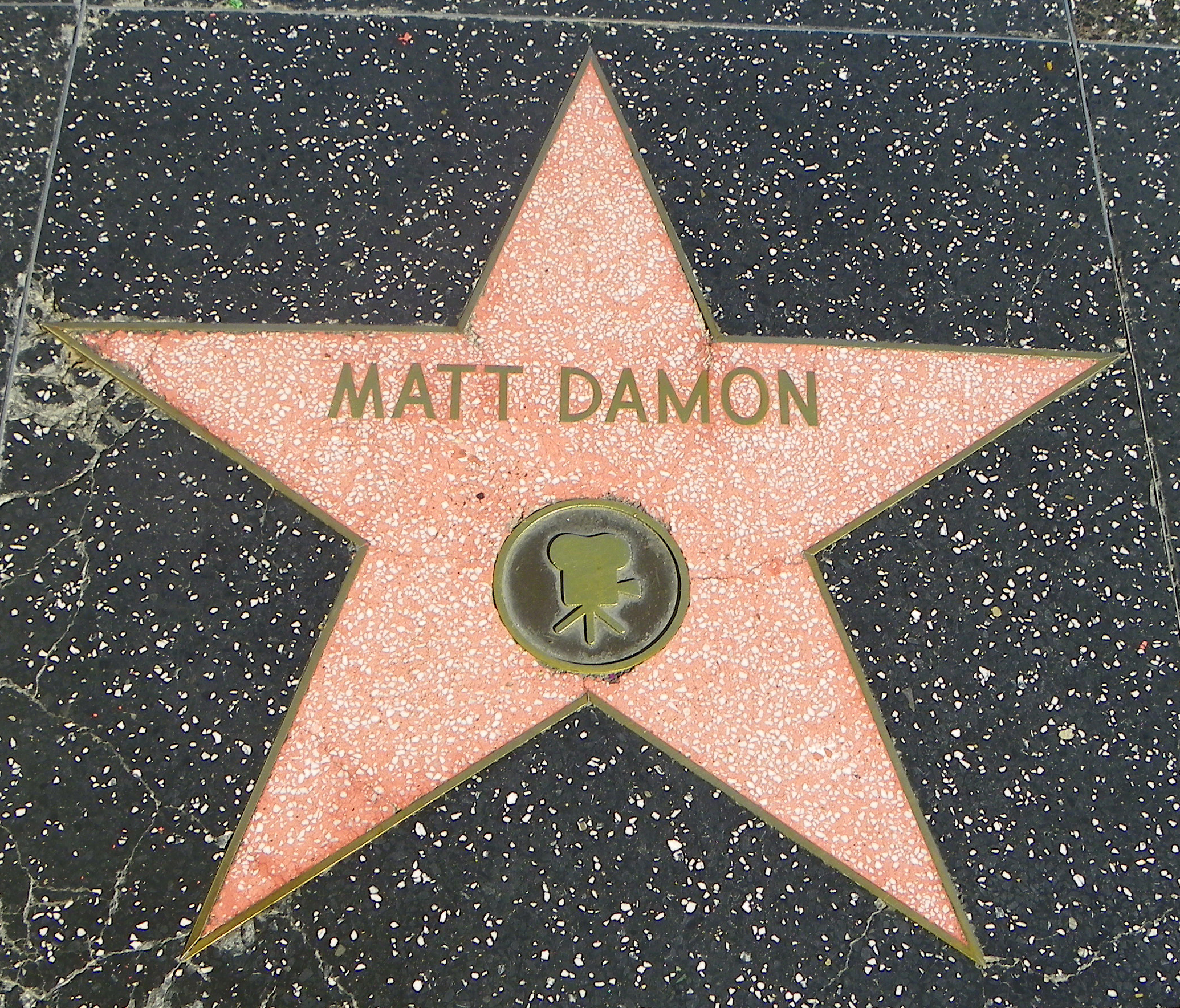
할리우드 명예의 거리의 맷 데이먼 별
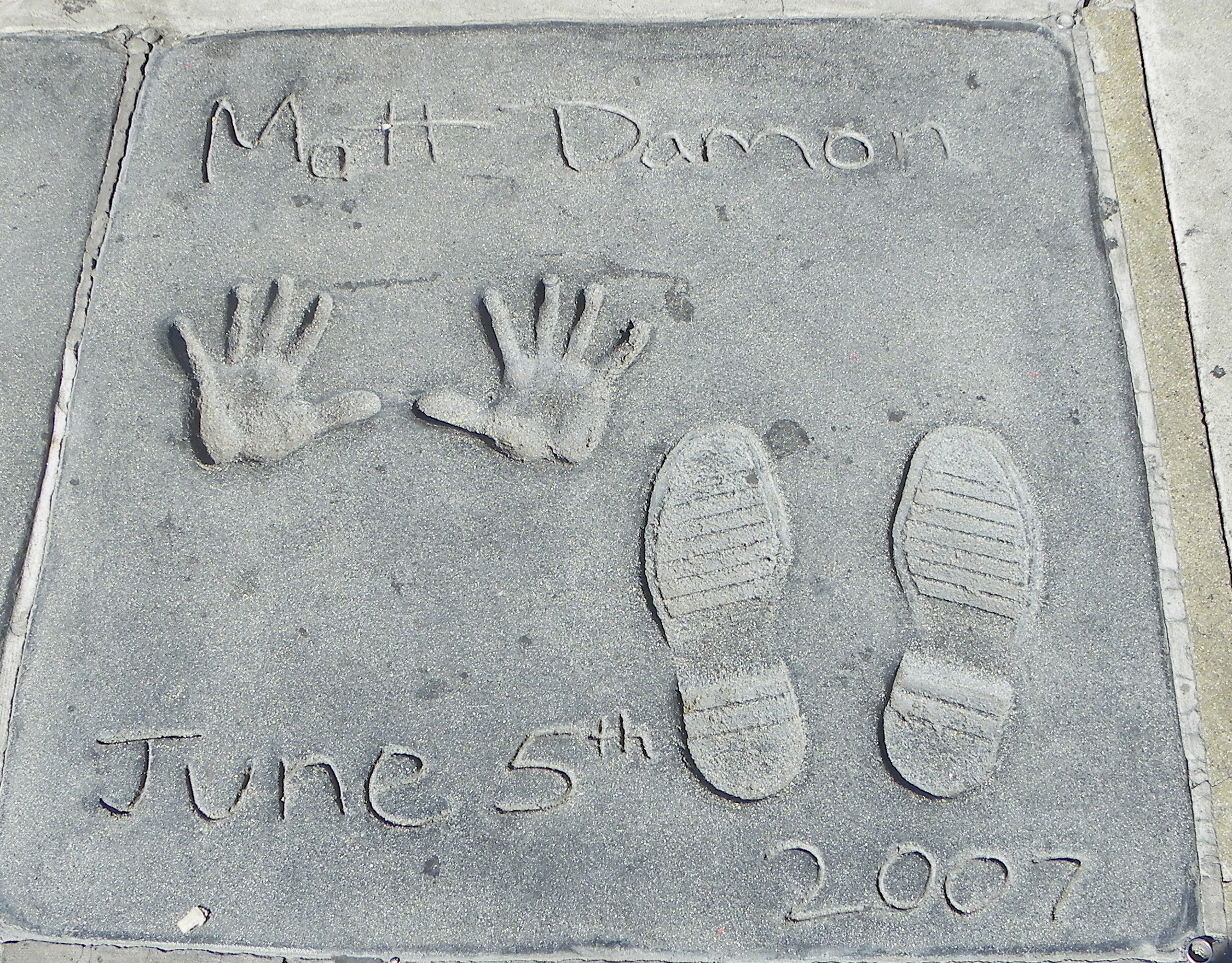
TCL 차이니즈 시어터 앞에 새겨진 데이먼의 손바닥과 발바닥